# Solva japonica
Solva japonica är en tvåvingeart som beskrevs av Frey 1960. Solva japonica ingår i släktet Solva och familjen lövträdsflugor. Inga underarter finns listade i Catalogue of Life.